# Banya de bou
|  | Aquest article tracta sobre l'espècie Xylaria hypoxylon, la representativa dels bolets coneguts com a Banyes de bou. Per a d'altres espècies o conceptes que reben aquests nom comú vegeu Banya de bou (desambiguació). |

La banya de bou (Xylaria hypoxylon), és un bolet comú, que sol créixer en grups sobre fusta morta de planifolis (soques, troncs, branques). Es caracteritza per formar branques negres erectes i allargades amb les puntes sovint tintades de blanc

## Taxonomia
Va ser descrit per primera vegada per Carl von Linné com a Clavaria hypoxylon (1745) i mencionat posteriorment a Species Plantarum l'any 1753.
Robert Kaye Greville (1824) va transferir-la al gènere Xylaria.

## Iconografia

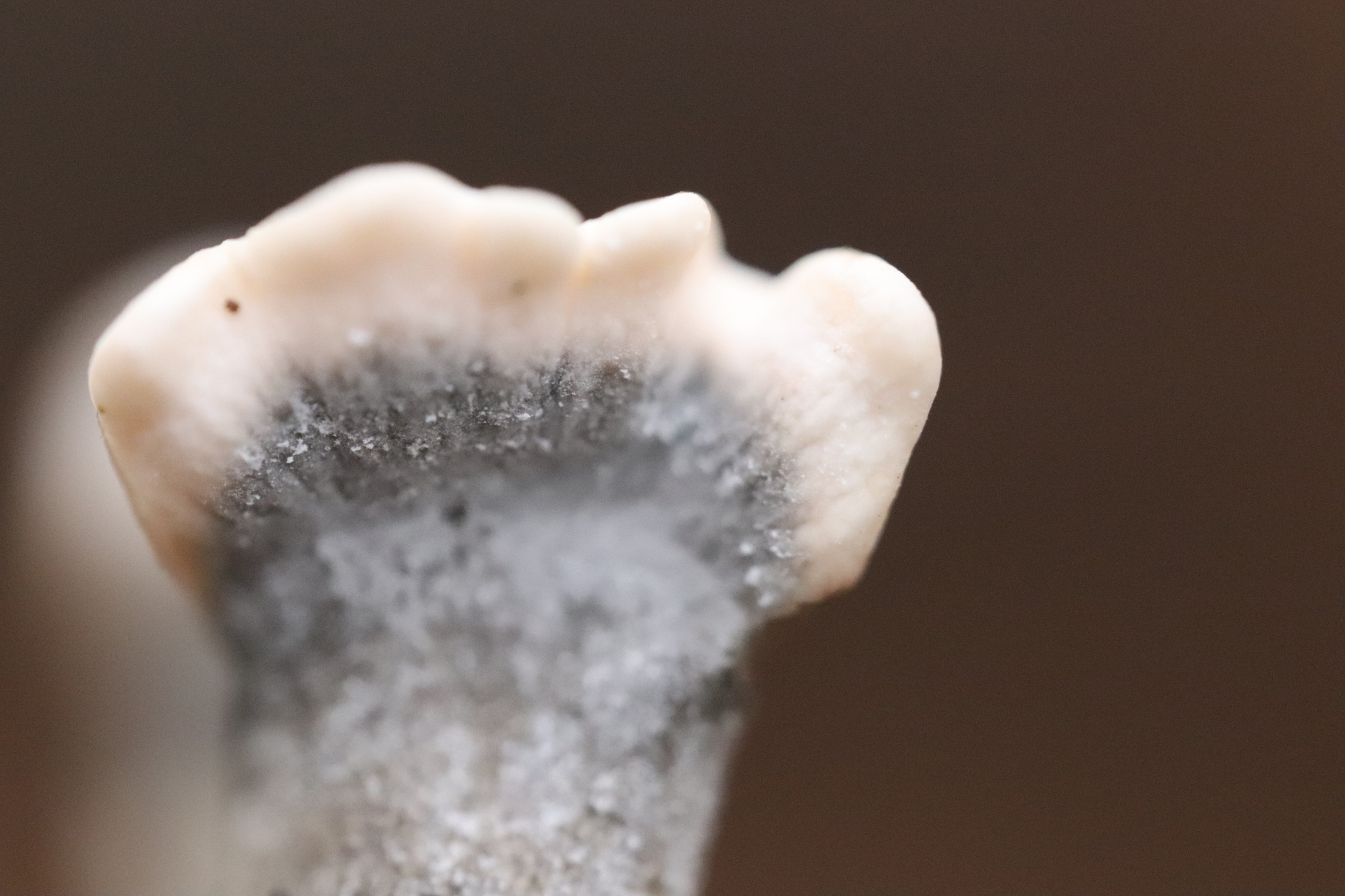
Detall de la superfície conidiògena de la banya de bou (Xylaria hypoxylon).

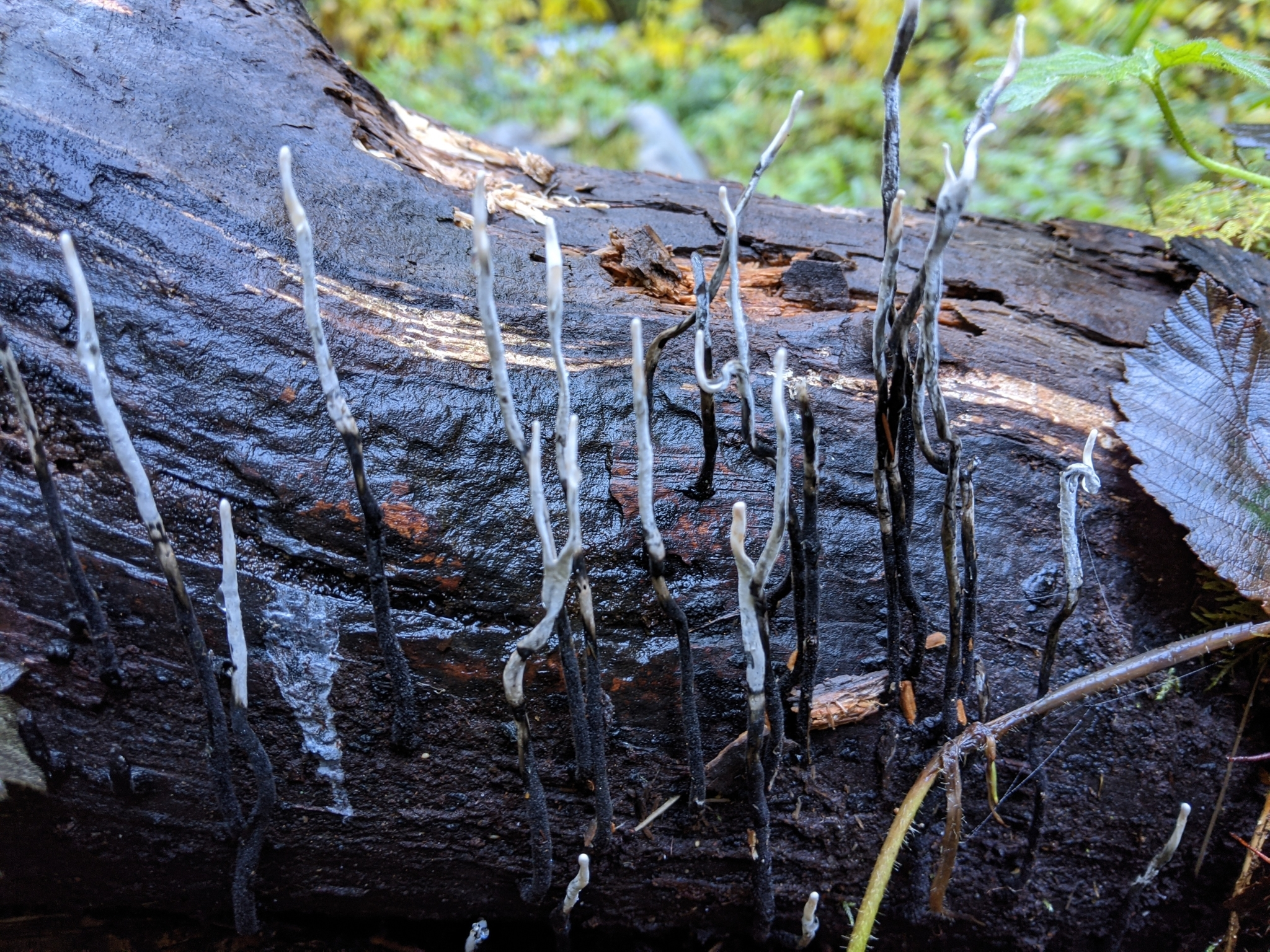

Bolets de Catalunya (1983): 100

## Descripció
Bolets gregaris, sovint en flotes; cossos fruiters (ascocarps) cilíndrics, aplanats o en forma de ventall, de fins  80 (115) x 2-8 mm;  amb parts fèrtils de 10–45 mm d'alçada 3 2–5 (–15) mm de diàmetre; erectes; durant la tardor solen ser deprimits, de bifurcats a poc ramificats,  coberts d'espores asexuals (conidis), de blanques a grisenques, àpex estèrils; en madurar els ascocarps esdevenen menors, de cilindroides a estretament fusiformes, de superfície  negra, carbonàcia, rugosa per protuberàncies generades per peritecis immersos en la carn, l'estroma.
Carn dura, elàstic, blanca.
Peritecis minúsculs, arrodonits, amb una perforació, l'ostíol, que, en arribar a la maduresa, permet l'alliberament de les espores sexuals (ascòspores); ascs de 100 × 8 μm; ascòspores 10-12 x 4.5-5.2 μm

## Hàbitat
Saprotròfic sobre fusta de planifolis, prefereix soques; es pot recol·lectar tot l'any.

## Distribució geogràfica
Estesa per tot Europa però més escassa a mida que ens apropem a localitats nòrdiques, també als Estats Units. Andorra, Catalunya Nord, Catalunya, País Valencià i Illes Balears.

## Espècies semblants
El gènere consta de diferents espècies que recorden X. hypoxylon. Els dits de mort (Xylaria polymorpha), són engruixits, negres i gens o molt poc ramificats. La banya de bou del carst (Xylaria karsticola), difereix per la superfície de l'estroma, que és marcadament nodulosa i amb clivelles profundes. La superfície de l'estroma també és nodulosa a  la banya de bou de Bascònia (Xylaria vasconica) però de color bru pàl·lid, els estromes són cilíndrics i sobre ell genera els conidis a la primavera o inicis d'estiu, mentre la banya de bou (Xylaria hypoxylon) rarament els forma abans de finals de tardor. La banya de bou cendrosa (Xylaria cinerea) presenta grànuls negres minúsculs sobre fons blanc a la superfície de l'estroma.

## Comestibilitat
No és tòxic però la seva poca carn i textura endurida explica que la majoria de publicacions el consideren no comestible.

## Etimologia
L'epítet específic deriva de les paraules gregues hypo que significa "sota", i xylon, que significa "fusta".